# Giselbert van Bergen

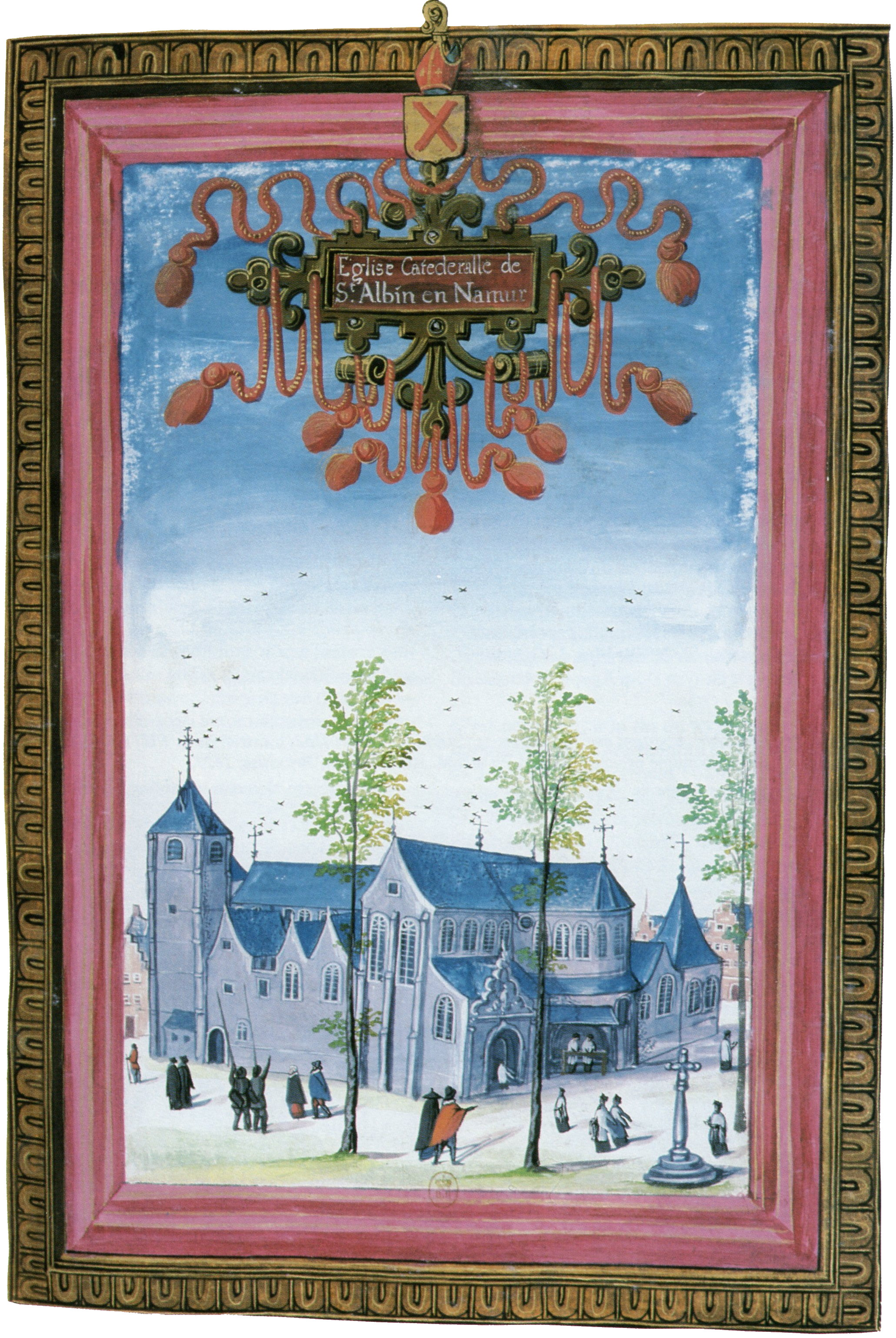
Voormalige kapittelkerk Sint-Auban in Namen, met het kapittel van Sint-Auban

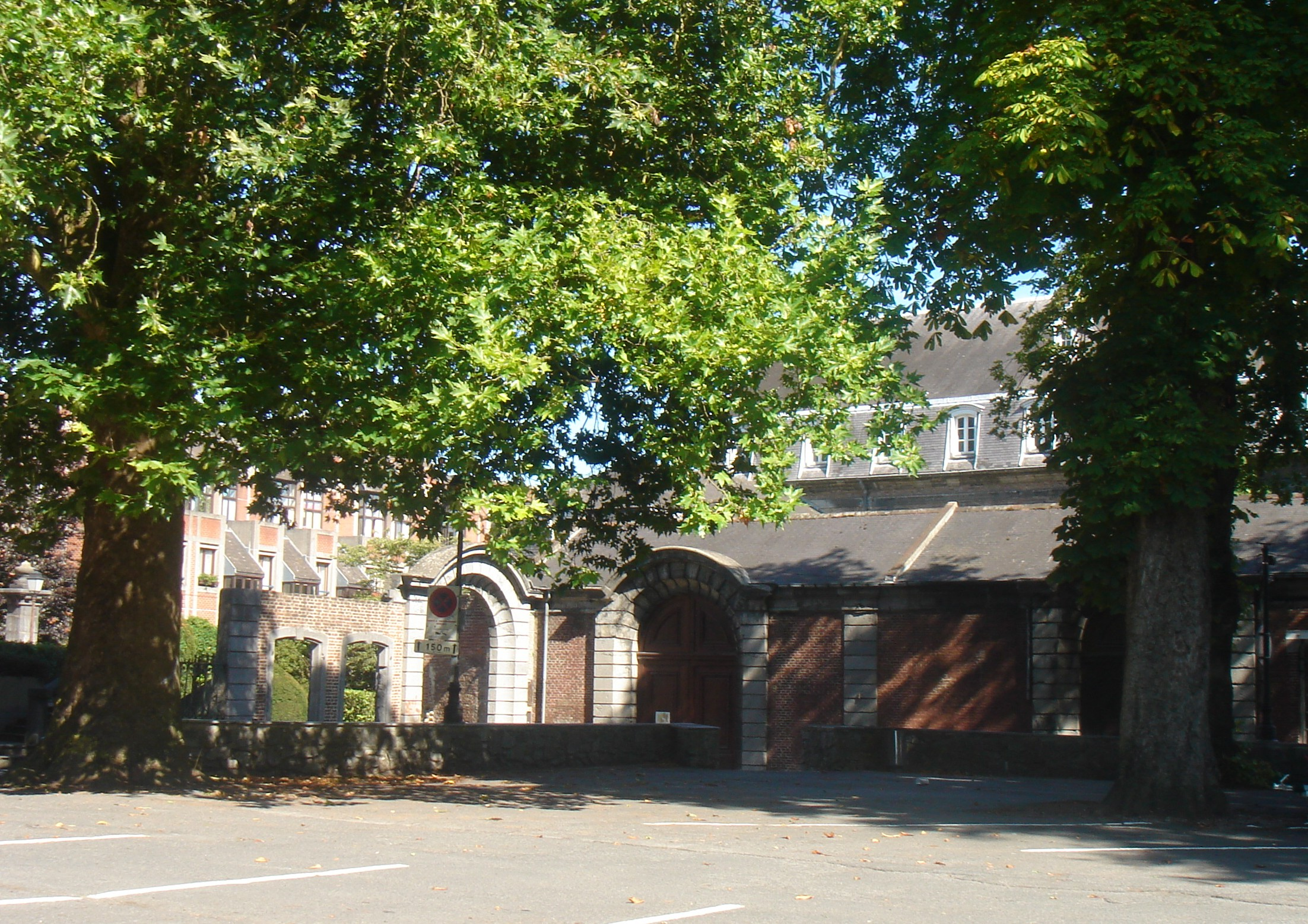
Voormalig kapittel van kanunnikessen in Maubeuge

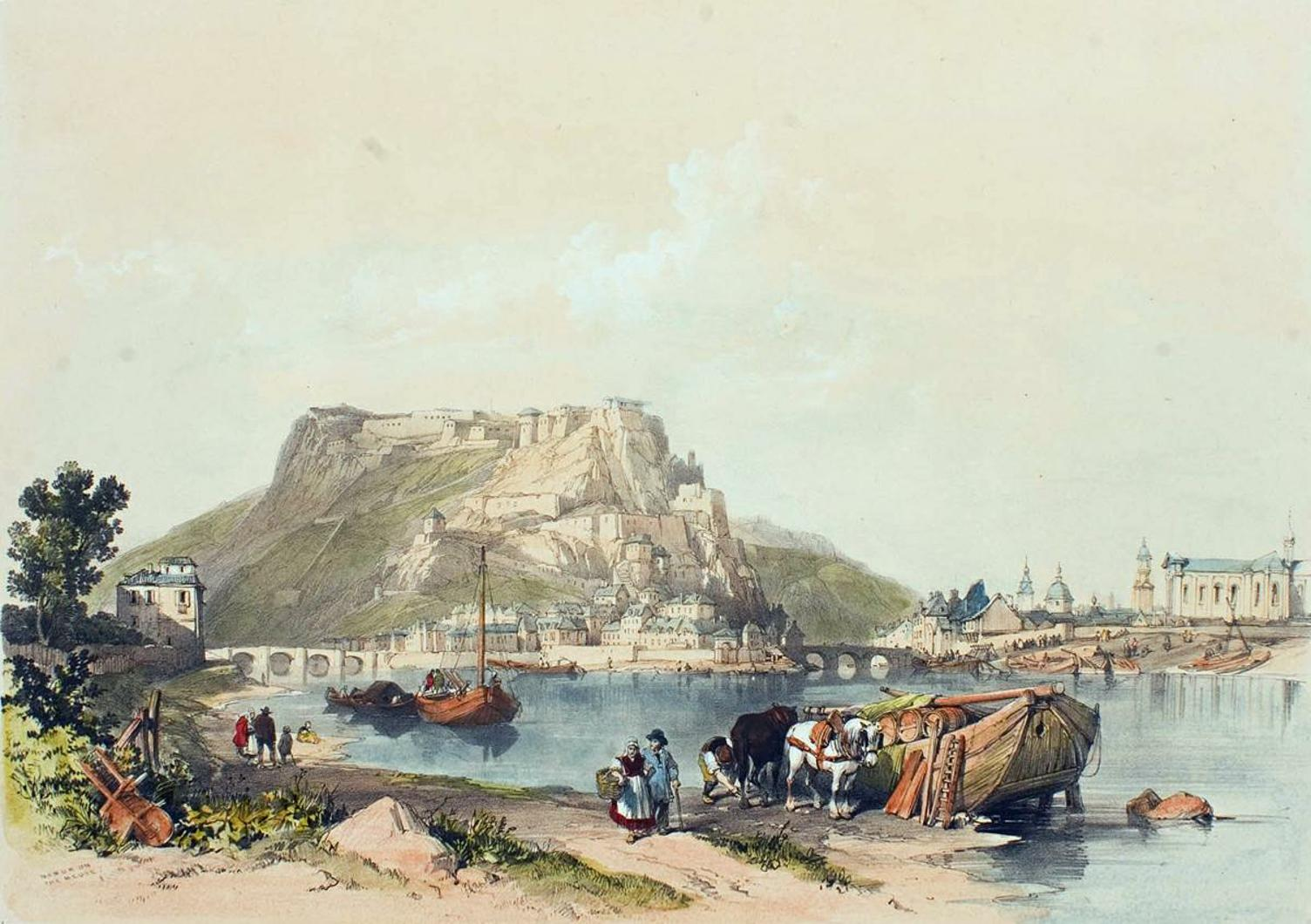
In Namen aan de monding van de Samber in de Maas, bestond zowel het kapittel van Onze-Lieve-Vrouw aan de oevers als het kapittel van Sint-Pieter in de citadel.

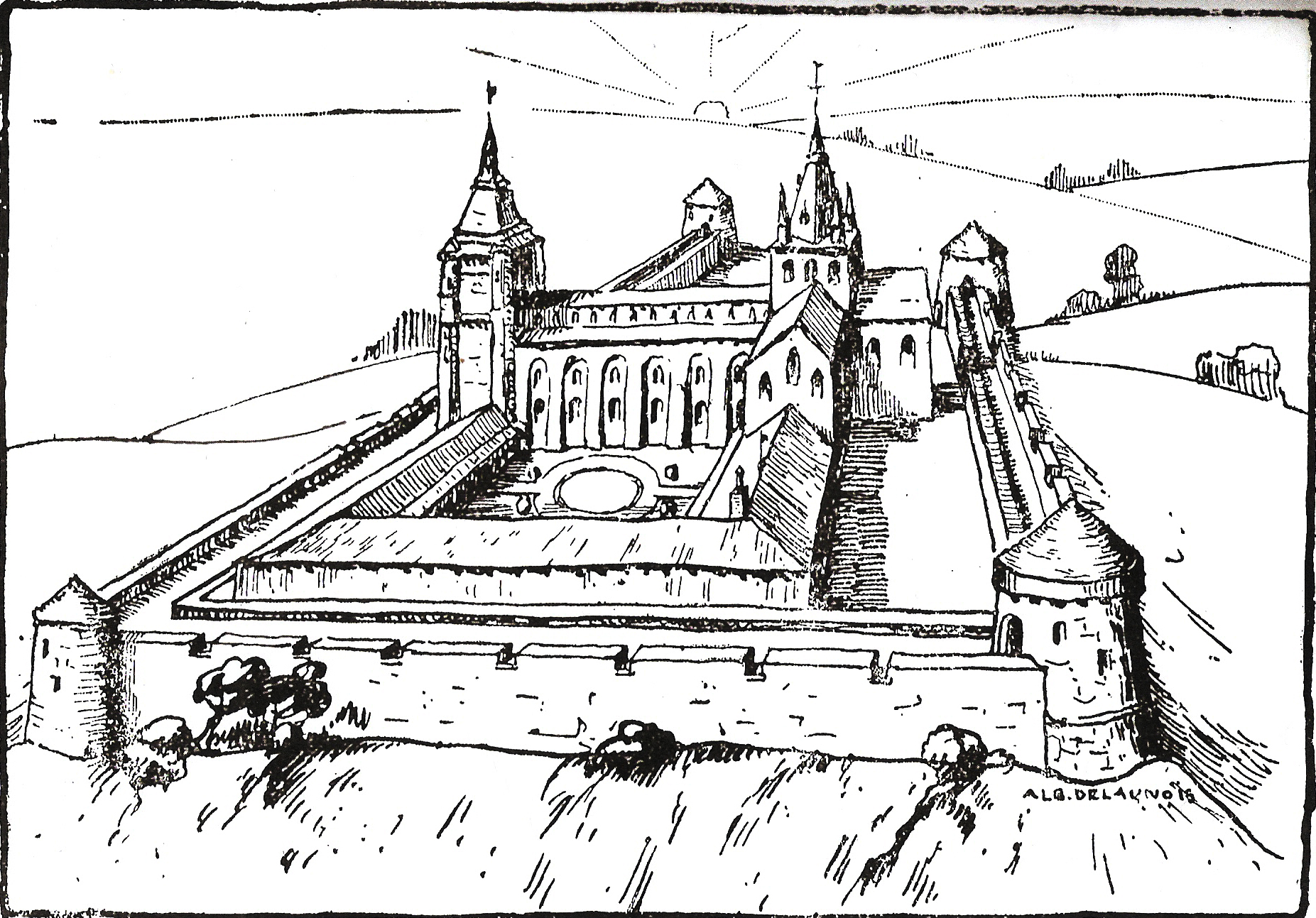
Voormalig kapittel van Zinnik.

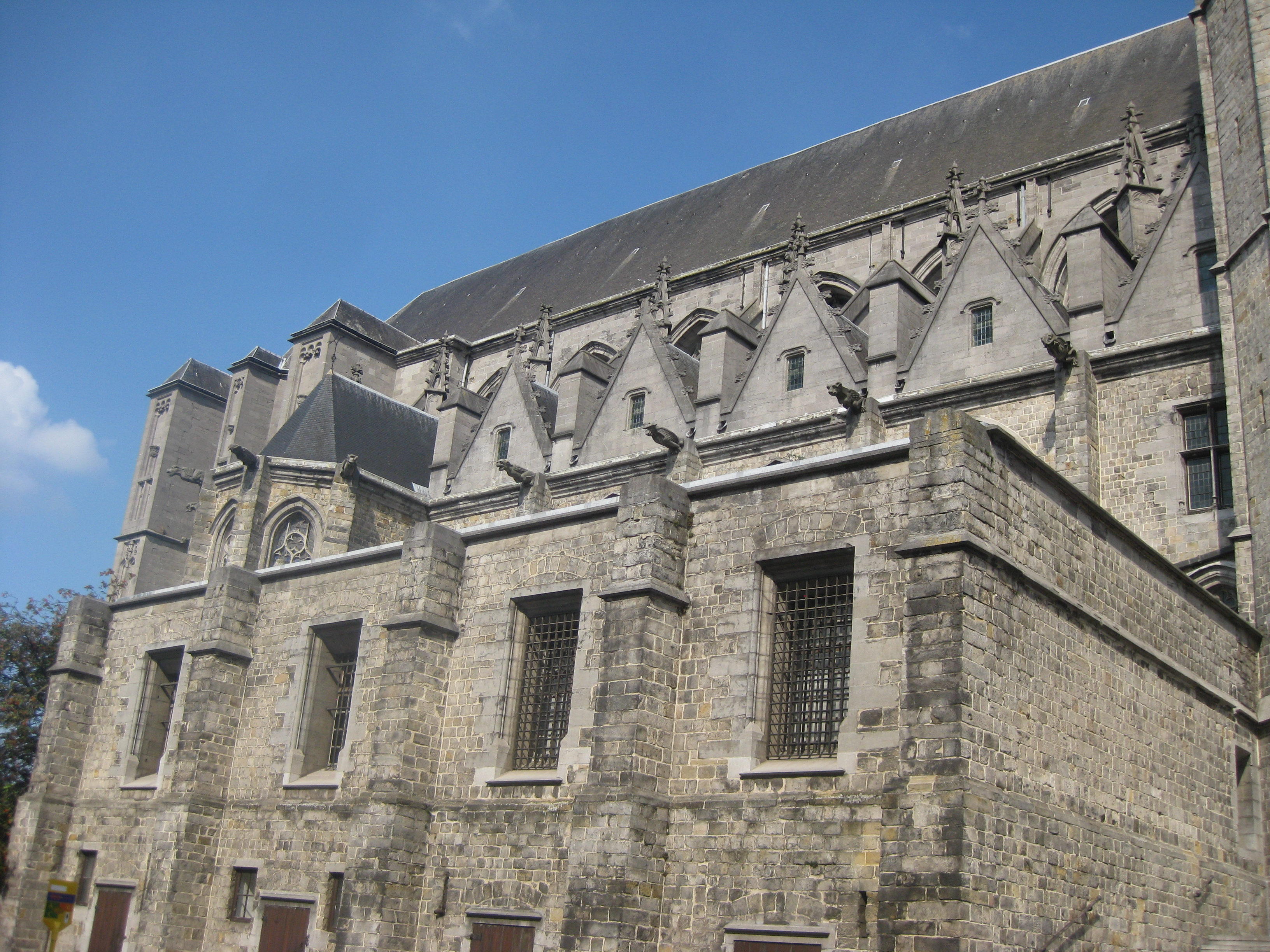
Sint-Waltrudiskerk in Bergen, zetel van het kapittel van Sint-Waltrudis

Giselbert van Bergen (Frans: Gislebert de Mons) (circa 1150 - circa 1225) was een geestelijke uit het graafschap Henegouwen, toen gelegen in het Rooms-Duitse Rijk. Hij was tot 1195 kanselier in dienst van graaf Boudewijn van Henegouwen en van Namen. Tevens was hij kanunnik in meerdere kapittels in Henegouwen en Namen. Als historicus schreef hij de geschiedenis van Henegouwen, getiteld Chronicon Hanoniae.

## Levensloop
Giselbert groeide op aan het hof van de graven van Henegouwen. Over zijn familie is niets bekend. Hij werd priester en bleef verder aan het hof. Met de regeringsperiode van graaf Boudewijn de Moedige (1171-1195) van Henegouwen was zijn ambtelijke carrière erg verbonden. 

### Politieke carrière (tot 1195)
Hij werd hofkapelaan van graaf Boudewijn en tevens zijn klerk. Giselbert was vele jaren kanselier van het graafschap Henegouwen (1175-1195) tot de dood van graaf Boudewijn. Toen zijn vorst ook graaf van Namen werd (1191), werd Giselbert kanselier van Namen (1192-1195). De verwerving van het graafschap Namen was omstreden in het Rooms-Duitse Rijk, want Hendrik I van Namen en zijn bondgenoten zagen de komst van Giselbert in Namen niet zitten. De vriendschap tussen Boudewijn en zijn neef Hendrik hield hiermee op te bestaan. Giselbert vergezelde graaf Boudewijn naar de Rijksdag van Mainz om de zaak te bepleiten (1184). In Mainz liet de aartskanselier van het Rooms-Duitse Rijk het dispuut aanslepen. Giselbert reisde nog enkele keren alleen naar Mainz (1189-1191), terwijl graaf Boudewijn op het slagveld zijn gelijk haalde. Uiteindelijk kreeg graaf Boudewijn het graafschap Namen in handen (1191). De macht van Giselbert nam toe, tezamen met de nieuwe positie van Boudewijn als rijksvorst. Boudewijn zond kanselier Giselbert meerdere keren naar Italië op diplomatieke missie. Op een van deze missies vernam Giselbert de dood van Filips van de Elzas op kruistocht. Filips van de Elzas was graaf van Vlaanderen en zijn zus, Margaretha, was gravin-gemalin van Boudewijn. Giselbert lichtte onmiddellijk zijn vorst in dat hij het graafschap Vlaanderen kon binnen stormen als nieuwe graaf. Boudewijn bestuurde als graaf-gemaal, in naam van zijn vrouw Margaretha, het graafschap Vlaanderen (1191-1994), waarna hij Vlaanderen overliet aan zijn zoon. Dit paste in een akkoord met de Franse koning, waaraan Giselbert had meegewerkt. Alzo stond Giselbert aan de wieg van het ontstaan van het graafschap Artesië. In 1195 stond Giselbert aan het sterfbed van zijn vorst en werkgever, graaf Boudewijn. Zijn politieke carrière stopte.

### Chronicon Hanoniae (1195-1196)
In zijn politieke periode schreef Giselbert een werk over de geschiedenis van het graafschap Henegouwen: de Chronicon Hanoniae. De schitterende rol van zijn vorst Boudewijn de Moedige droeg bij tot de glorie van Henegouwen. Giselbert was een bevoorrecht getuige als kanselier van Henegouwen en beschreef uit eigen ervaringen het leven in Henegouwen en aan het Duitse hof van keizer Frederik Barbarossa. Zijn getuigenis is een van de weinige bronnen over het hofleven in Henegouwen in de 12e eeuw. Dit werk schreef Giselbert in het Latijn. In de jaren 1195-1196 rondde hij zijn kronieken af. De Brusselse historicus Léon Vanderkindere merkte enkele hiaten op in het politieke relaas in deze kronieken; een verklaring is hiervoor niet. In de kronieken werd ook vermeld dat Hugo van Pierrepont prins-bisschop van Luik werd. Dit gebeurde pas in het jaar 1200, zodat Vanderkindere hier het werk ziet van latere kopiisten.

### Kerkelijke carrière
Als succesvol kanselier verkreeg Giselbert talrijke kerkelijke posten toegestopt. Hij cumuleerde ze allemaal, wat hem belangrijke inkomsten bezorgde. Ook na zijn ontslag als kanselier (1195) kreeg hij nog kerkelijke posten bij. De cumul van kerkelijke ambten werd in die tijd oogluikend toegestaan, ondanks een verbod tot cumul in het Derde Lateraans Concilie (1179). Het gaat om:
- kanunnik van de toenmalige kerk Saint-Pierre-en-Château (vanaf 1183), gelegen in de citadel van Namen onder voogdij van de graaf van Namen[9]
- proost van het kapittel der kanunniken van Saint-Germain in Bergen (vanaf 1188)
- proost van het Sint-Aubankapittel in Namen (vanaf 1190)
- vice-proost van Sint-Waltrudiskerk in Bergen (vanaf 1195) en, vanaf 1209, proost. De proosdij van Sint-Waltrudis was de belangrijkste van al zijn kerkelijke ambten. Mogelijks komt zijn naam Giselbert van Bergen van zijn proosdij in Bergen.
- kanunnik in het 30-man sterke kapittel van Sint-Vincentius in Zinnik (vanaf 1195); dit kapittel bestuurde de stad Zinnik
- kanunnik en later proost (1198) van het toenmalige kapittel van Onze-Lieve-Vrouw in Namen. Dit kapittel lag op de monding van de Samber in de Maas, in de wijk Grognon. Het kapittel behoorde exclusief toe aan de prins-bisschop van Luik en vormde een tegengewicht tegen het kapittel van de graaf hogerop gelegen op de citadel van Namen. De functie van proost moet hem een zitje als kanunnik gegeven hebben in het Sint-Lambertuskapittel in Luik.
- proost van het kapittel van kanunnikessen van Saint-Quentin (vanaf 1204) in Maubeuge, toen gelegen in het graafschap Henegouwen

Het valt op dat hij geen kanunnik was in het graafschap Vlaanderen, gelegen buiten het Rooms-Duitse Rijk en onder de Franse Kroon. Dit had mogelijk te maken met de afwezigheid van relaties tussen Giselbert en het Franse hof. Giselbert stierf rond het jaar 1225, ergens in het graafschap Henegouwen.
- Biblioteca Nacional de España: XX823602
- Bibliothèque nationale de France: cb150325579 (data)
- Gemeinsame Normdatei: 118695150
- International Standard Name Identifier: 0000 0001 1773 5757
- Library of Congress Control Number: n2004028316
- Nederlandse Thesaurus van Auteursnamen: 072575549
- Système universitaire de documentation: 183406427
- Virtual International Authority File: 268320041